# ¡Dos!
¡Dos! è il decimo album in studio del gruppo musicale statunitense Green Day, pubblicato il 6 novembre 2012 dalla Reprise Records.
Assieme a ¡Uno! e ¡Tré!, fa parte di una trilogia di album annunciata da gruppo l'11 aprile 2012, pubblicata tra settembre e dicembre 2012.

## Descrizione
Il 14 febbraio 2012 Billie Joe Armstrong annunciò sul suo profilo Twitter: "Buon San Valentino! Oggi abbiamo iniziato ufficialmente a registrare il nuovo disco. Era ora!!!!". Lo stesso giorno sul canale YouTube della band, fu pubblicato un video, intitolato 2/14/2012 Day One, nel quale si vedono alcune sequenze in cui la band sta registrando.
L'11 aprile 2012 la band pubblica un video su YouTube ed un articolo sul proprio sito web, nei quali annuncia la pubblicazione di una trilogia composta da tre album: ¡Uno!, ¡Dos! e ¡Tré!, pubblicati rispettivamente il 25 settembre, 13 novembre (anticipato al 12) 2012 e 15 gennaio 2013 (anticipato all'11 dicembre 2012). Il trailer di ¡Dos! uscì il 21 giugno su YouTube, con l'immagine della copertina che vede Mike Dirnt protagonista.
Il primo singolo, Stray Heart, è stato pubblicato il 15 ottobre.
La canzone Fuck Time avrebbe dovuto essere una canzone dei Foxboro Hot Tubs ma ad Armstrong piaceva talmente tanto che ha voluto inserirla in ¡Dos!. La canzone Nightlife vede la collaborazione della cantante Monica Paynter, alias Lady Cobra, cantante dei Mystic Knights of the Cobra, che ha dato per la prima volta un'impronta rap ai Green Day. Lady Cobra sarà anche una canzone di questo album. La canzone Amy è dedicata ad Amy Winehouse. Billie Joe ha detto al riguardo:

## Accoglienza
| Recensione           | Giudizio |
| -------------------- | -------- |
| AllMusic             |          |
| Los Angeles Times    |          |
| NME                  |          |
| Rolling Stone        |          |
| The Observer         |          |
| Slant Magazine       |          |
| Sputnikmusic         |          |
| PopMatters           |          |
| Entertainment Weekly | B+       |

## Tracce
Testi di Billie Joe Armstrong, musiche dei Green Day, eccetto dove indicato.
1. See You Tonight – 1:06
2. Fuck Time – 2:45
3. Stop When the Red Lights Flash – 2:26
4. Lazy Bones – 3:34
5. Wild One – 4:19
6. Makeout Party – 3:14
7. Stray Heart – 3:44
8. Ashley – 2:50
9. Baby Eyes – 2:22
10. Lady Cobra – 2:05
11. Nightlife – 3:04 (musica: Billie Joe Armstrong, Monica Painter)
12. Wow! That's Loud – 4:27
13. Amy – 3:25

Traccia bonus nell'edizione giapponese
1. Coming Clean (Live) – 1:39

## Formazione
Gruppo
- Billie Joe Armstrong – chitarra, voce
- Mike Dirnt – basso, voce
- Tré Cool – batteria, percussioni
- Jason White – chitarra

Altri musicisti
- Lady Cobra – voce aggiuntiva (traccia 11)

Produzione
- Rob Cavallo – produzione
- Green Day – produzione
- Chris Dugan – ingegneria del suono
- Brad Kobylczak – ingegneria del suono secondaria
- Lee Bothwick – ingegneria del suono aggiuntiva
- Chris Lord-Alge – missaggio
- Keith Armstrong – assistenza al missaggio
- Nik Karpen – assistenza al missaggio
- Brad Townsend – assistenza aggiuntiva al missaggio
- Andrew Schubert – assistenza aggiuntiva al missaggio
- Ted Jensen – mastering

## Classifiche
| Classifica (2012)          | Posizione massima |
| -------------------------- | ----------------- |
| Australia                  | 10                |
| Austria                    | 3                 |
| Belgio (Fiandre)           | 11                |
| Belgio (Vallonia)          | 26                |
| Canada                     | 12                |
| Danimarca                  | 20                |
| Finlandia                  | 18                |
| Francia                    | 24                |
| Germania                   | 4                 |
| Giappone                   | 8                 |
| Italia                     | 4                 |
| Messico                    | 16                |
| Norvegia                   | 6                 |
| Nuova Zelanda              | 5                 |
| Paesi Bassi                | 13                |
| Portogallo                 | 27                |
| Regno Unito                | 10                |
| Regno Unito (rock & metal) | 1                 |
| Repubblica Ceca            | 38                |
| Spagna                     | 16                |
| Stati Uniti                | 9                 |
| Stati Uniti (alternative)  | 3                 |
| Stati Uniti (rock)         | 3                 |
| Svezia                     | 10                |
| Svizzera                   | 8                 |
| Ungheria                   | 3                 |